# Sankt Moritz
Sankt Moritz (en romanx San Murezzan) és un municipi del Cantó dels Grisons (Suïssa), situat al districte de Maloja. Es tracta d'un centre de vacances de primer ordre, tant a l'hivern amb els esports de neu, com a l'estiu amb les aigües termals i el casino.

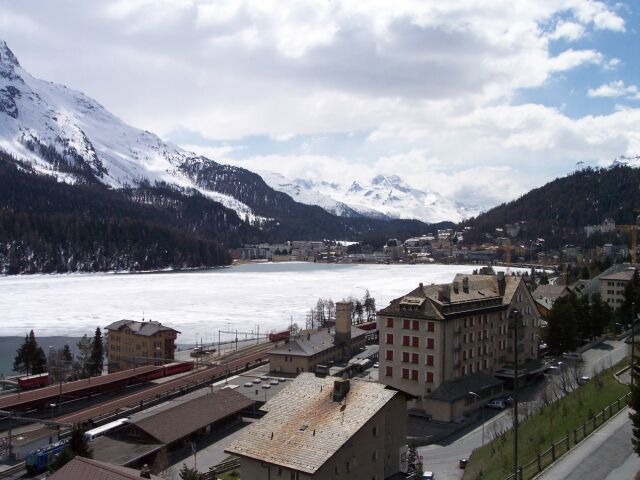
Vista general